# 咆哮的二十年代 (電視劇)
《咆哮的二十年代》（英語：The Roaring 20's）是一部美國劇情類電視劇，由1960年10月15日至1962年1月20日在ABC公司上播放。

## 劇情概要
朵洛西·普羅文飾演Pinky Pinkham，是一名在Charleston Club的歌手，她在這部45集的電視劇中要與1920年代虛構的《New York Record》報紙記者打交道，採訪犯罪和黑幫，記者例如有Scott Norris（Rex Reason）、Pat Garrison（唐納德·梅）、Duke Williams（約翰·德納）和送稿生Chris Higby（格里·文森）。Mike Road飾演警官Joe Switoski。其他明星有詹姆斯·弗拉文飾演Robert Howard、Louise Glenn飾演Gladys，他們分別出演了33集和30集。

## 客串明星
- 克勞德·艾金斯（英语：Claude Akins）
- 小馬克斯·巴爾（英语：Max Baer Jr.）
- 帕萊·巴爾（英语：Parley Baer）
- 唐·貝瑞（英语：Don "Red" Barry）
- 埃迪·布拉肯（英语：Eddie Bracken）
- 傑克·卡特（英语：Jack Carter (comedian)）
- 雪莉·奈特
- 羅渣·摩亞
- 吉吉·裴羅（英语：Gigi Perreau）
- 哈利·狄恩·史坦頓
- 萊爾·塔爾博特（英语：Lyle Talbot）
- 傑西·懷特（英语：Jesse White (actor)）
- 基南·懷恩（英语：Keenan Wynn）

## 原聲帶
曲目：
1. "Crazy Words, Crazy Tune"；"Bye Bye Blackbird（英语：Bye Bye Blackbird）"；"Whisper Song"；"Laugh Clown Laugh"
2. "Charleston（英语：Charleston (song)）"；"Doin' the Raccoon"；"Black Bottom"
3. "I Wanna Be Loved by You（英语：I Wanna Be Loved by You）"；"Someone to Watch Over Me（英语：Someone to Watch Over Me (song)）"；"Don't Bring Lulu"
4. "Mountain Greenery（英语：Mountain Greenery）"；"Sweet Georgia Brown（英语：Sweet Georgia Brown）"
5. "Poor Butterfly（英语：Poor Butterfly）"；"Let's Misbehave"；"Avalon（英语：Avalon (Al Jolson song)）"
6. "O-oo Ernest"；"Clap Hands! Here Comes Charley!（英语：Clap Hands! Here Comes Charley!）"；"Do, Do, Do"
7. "I'm Looking Over a Four Leaf Clover（英语：I'm Looking Over a Four Leaf Clover）"；"A Cup of Coffee, a Sandwich and You（英语：A Cup of Coffee, a Sandwich and You）"；"Tea for Two"；"The Girl Friend（英语：The Girl Friend）"
8. "It Had to Be You（英语：It Had to Be You (song)）"；"Just a Memory"；"Barney Google"
9. "I'm Forever Blowing Bubbles（英语：I'm Forever Blowing Bubbles）"；"Limehouse Blues（英语：Limehouse Blues (song)）"
10. "Am I Blue?（英语：Am I Blue?）"；"Let's Do It（英语：Let's Do It, Let's Fall in Love）"；"Nagasaki"；"The Roaring Twenties"

## 外部連結
- 互联网电影数据库（IMDb）上《The Roaring 20s》的资料（英文）
- epguides.com上《The Roaring 20s》的資料